# APAN Music Awards
O APAN Music Awards é uma cerimônia de premiação da música sul-coreana organizada pela Korea Entertainment Management Association (KEMA), o mesmo órgão responsável pelo APAN Star Awards. Foi criado para homenagear os principais artistas de K-pop do ano em várias categorias de música como parte de um evento integrado de dois dias conhecido coletivamente como APAN MusicStar Awards. 
Originalmente programada para acontecer em 28 de novembro de 2020 no Grand Peace Hall na Kyung Hee University e ser transmitido exclusivamente nas plataformas online Olleh TV e Seezn,  a cerimônia inaugural foi adiada indefinidamente em 18 de novembro de 2020 depois que as regras de distanciamento social do Nível 1.5 entraram em vigor em meio ao ressurgimento da pandemia COVID-19 em Seul e áreas metropolitanas vizinhas.  Em vez disso, os vencedores em categorias limitadas foram revelados online.
Em 17 de dezembro de 2020, a data remarcada da cerimônia foi anunciada para 23 de janeiro de 2021.  Em 15 de janeiro de 2021, foi alterado para 24 de janeiro. 

## Vencedores e nomeados
Os nomeados em várias categorias de popularidade foram anunciados em 26 de outubro. A votação começou em 27 de outubro por meio do aplicativo móvel Idol Champ e continuou até 27 de novembro.  A votação para a categoria KT Seezn Star ocorreu no aplicativo Seezn. 
Os nomeados para a categoria Bonsang (Prêmio Principal) foram anunciados em 6 de novembro de 2020. O Top 10 da APAN (Bonsang) foi selecionado com base em uma combinação de vendas de álbuns, vendas digitais, avaliações de um painel de jurados e votos de fãs. 
Os vencedores do APAN Top 10 (Bonsang), Best Icon, Best Performance, Best Music Video e Best All-rounder foram anunciados em 26 de novembro.  Os demais vencedores foram anunciados em 30 de novembro e 15 de janeiro de 2021. 
Durante a cerimônia de 24 de janeiro de 2021, foram entregues novas categorias: Represent Song of the Year, Represent Artist of the Year, Represent Record of the Year, New Wave Award e Best K-Trot. 

### Prêmios Principais
| Conquista nº 1 (Daesang)                                                                                  | Represent Song of the Year   |
| --- | ---------------------------- |
| - BTS | - MONSTA X                   |
| Represent Artist of the Year                                                                              | Represent Record of the Year |
| - NCT 127                                                                                                 | - TWICE                      |
| APAN Top 10 (Bonsang)                                                                                     |                              |
| - BTS - Got7 - Iz*One - Kang Daniel - Lim Young-woong - Monsta X - NCT 127 - Seventeen - The Boyz - Twice |                              |
| New Wave Award                                                                                            | Best K-Trot                  |
| - Treasure, Hynn                                                                                          | - Jang Min-ho                |

### APAN Choice Awards
| APAN Choice Best Vocalist      | APAN Choice New Focus  |
| ------------------------------ | ---------------------- |
| - Kim Jae Hwan                 | - LEENALCHI            |
| APAN Choice Global Hallyu Star | APAN Choice Best Trend |
| - A.C.E                        | - Ha Sung-woon         |
| APAN Choice New K-Pop Icon     |                        |
| - WEi                          |                        |

### Popularity Awards
Vencedores que foram determinados exclusivamente por meio de um voto de popularidade para os aplicativos Idol Champ e KT Seezn.
| Best Music Video              | Best Music Video               |
| ----------------------------- | ------------------------------ |
| - Blackpink                   |                                |
| Best Icon                     | Best Performance               |
| - NCT U                       | - Kang Daniel                  |
| Best All-rounder              | KT Seezn Star Award – Singer   |
| - JB (Got7)                   | - Kang Daniel                  |
| Idol Champ Entertainer – Man  | Idol Champ Entertainer – Woman |
| - Park Ji-hoon                | - Chuu (Loona)                 |
| Idol Champ Fan's Pick – Group | Idol Champ Global Pick – Group |
| - BTS - Iz*One                | - Seventeen - Blackpink        |
| Idol Champ Fan's Pick – Solo  | Idol Champ Global Pick – Solo  |
| - Kang Daniel - IU            | - Kang Daniel - Hwasa          |